# Яковлев, Михаил Юрьевич
Михаил Юрьевич Яковлев (род. 7 апреля 1952, Казань) — автор эндотоксиновой теории физиологии и патологии человека.

## Биография
Закончил Казанский медицинский институт и клиническую ординатуру на кафедре патологической анатомии (зав. — профессор В. А. Добрынин), затем работал врачом-патологоанатомом Объединённой прозектуры г. Казани.
С 1979 года работал ответственным сотрудником Управления кадров Президиума АМН СССР, с 1983 по 1987 — ассистентом кафедры патологической анатомии ММСИ, с 1987 по 1988 — младшим научным сотрудником отдела патологической анатомии (руководитель — академик РАМН профессор Н. К. Пермяков) НИИСП им. Склифосовского.
В 1987 году обнаружил факт присутствия в крови здоровых людей кишечного эндотоксина, расценив его как физиологическое явление.
С 1989 по 1998 годы — старший, а затем ведущий научный сотрудник Лаборатории патанатомии экстремальных состояний НИИ морфологии человека АМН СССР (РАМН).
В 1989 году организовал научно-производственную фирму «Мечников» ИМЧ АМН СССР, а затем ЗАО «Клинико-Диагностическое Общество».
В 1993 году научным докладом защитил докторскую диссертацию «Системная эндотоксинемия в физиологии и патологии человека», которая в 1995 году Общим собранием РАМН была признана одним из выдающихся достижений отечественной науки, а её автор удостоен Государственной стипендии «Выдающийся учёный России».
В 1998 году в структуре ЗАО «КДО» организовал научное подразделение — «Институт общей и клинической патологии КДО», который в 2002 году стал коллективным членом РАЕН.
В 2002 году стал лауреатом Премии им. Н. И. Пирогова (совместно с В. А. Таболиным, др.).
В настоящее время является заведующим лабораторией системной эндотоксинемии и шока НИИОПП РАН, директором Института общей и клинической патологии КДО РАЕН и профессором кафедры патологической анатомии педиатрического факультета РНИМУ  им.Н.И.Пирогова.
Является: основателем научной Школы по изучению роли кишечного эндотоксина в гомеостаза и общей патологии; нового направления в диспансеризации, диагностике, профилактике и лечении заболеваний, основанного на использовании авторских методов определения интегральных показателей системной эндотоксинемии и средств их нормализации; сформулировал междисциплинарные определения воспаления, сепсиса и старения; ввёл в научную семантику дефиниции: "системная эндотоксинемия" и "эндотоксиновая агрессия"; автором более 100 журнальных публикаций, 10 патентов РФ и 5 монографий; академиком РАЕН.
Своими учителями считает Илью Мечникова, Ганса Селье, В. А. Добрынина, Н. К. Пермякова, Д. С. Саркисова, П. Г. Яковлева и Ю. П. Яковлева.

## Семья
- Жена: Ирина Альфредовна Аниховская (врач, писатель)
- Дети : три дочери, два внука
- Отец: Яковлев Юрий Петрович, инженер, д.т. н., профессор.
- Мать — Яковлева (урож. Сарсасская) Татьяна Александровна, лингвист, к.п.н., доцент.